# 肖蒙
肖蒙（法語：Chaumont，法語發音：[ʃomɔ̃] ⓘ），法国东北部城市，大东部大区上马恩省的一个市镇，也是该省的省会和人口第二多的城市，下辖肖蒙区，其市镇面积为55.26平方公里，2022年1月1日时的人口数量为21,418人。
肖蒙位于上马恩省中部，马恩河畔，是这一地区的政治文化中心和铁路枢纽，其城市起建于当地一个中世纪封建贵族，拿破仑1814年战争期间，同盟国在该地签署《肖蒙条约》。巴黎－米卢斯铁路经过该市并设站。肖蒙也因国际海报节和当地的排球俱乐部而闻名。

## 地名来源

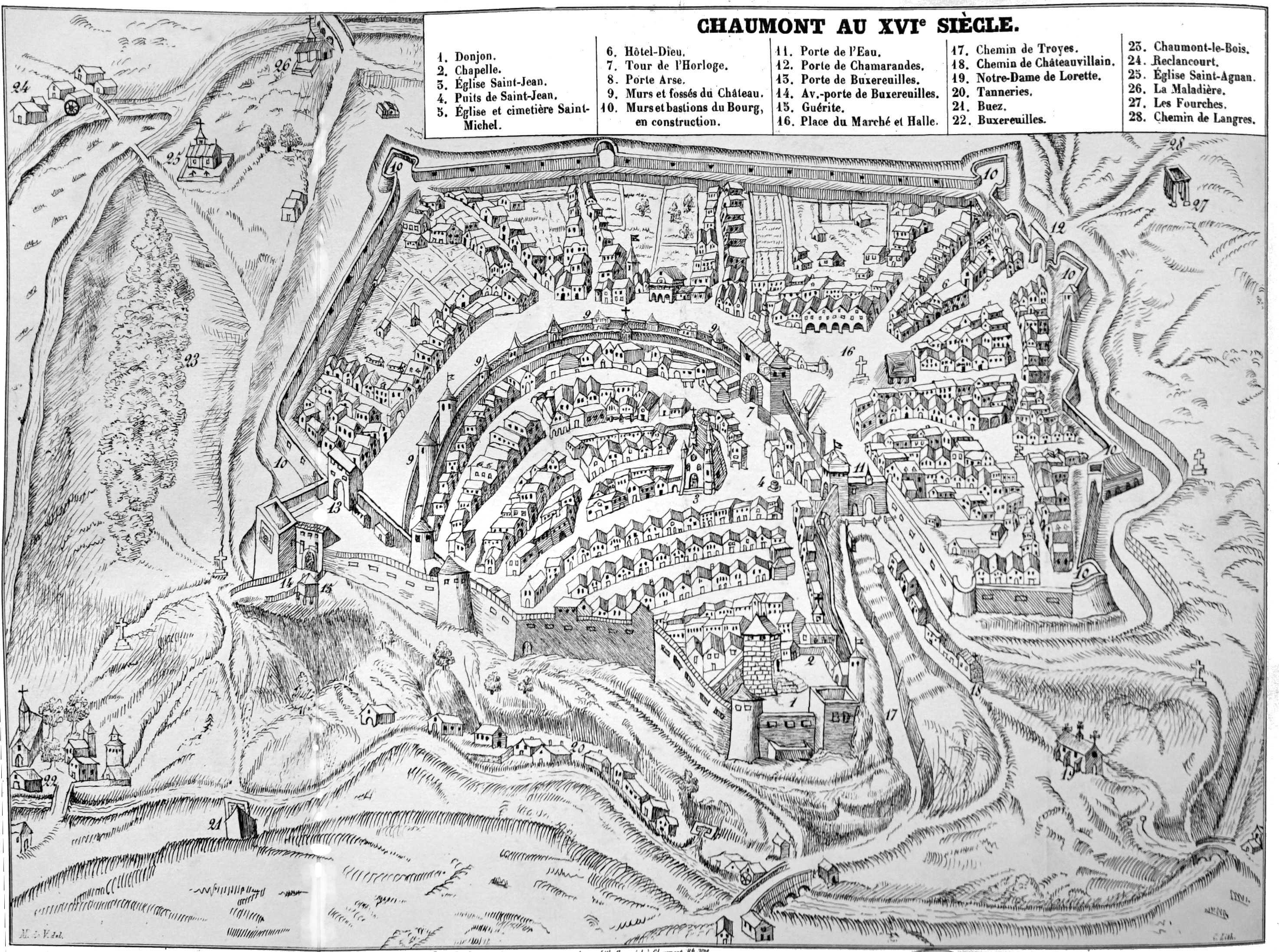
16世纪的肖蒙

“肖蒙”一名来源于中世纪时生活在当地的肖蒙家族，这一名称本身来源于两个拉丁语单词：“calvus”和“mons”，分别意为“光秃”和“山”，对应现代法语的“Chauve”和“Montagne”，该名称可能与当地的地理特征有关。
在1971年以前，“肖蒙”的全名为“巴西尼地区肖蒙”（Chaumont-en-Bassigny），其中巴西尼为当地所在的自然区域名称。
同名或含有“肖蒙”这一专名的市镇在法国多地均有出现。而按照现代法语译音表，“Chaumont”在大陆环境下对应“绍蒙”。

## 历史
早在罗马时期，肖蒙附近就已是林貢斯人的活动区域，但肖蒙直到中世纪中期才逐渐成为一个城镇。彼时，肖蒙为当地的一个封建贵族的活动中心。1205年，该贵族与香槟伯爵联姻，肖蒙也就此成为了法兰西王国香槟行省的一部分。1474年，让·德·蒙米拉伊获得韦松主教职务，在教皇的支持下，他于1476年返回出生地肖蒙，创建了“肖蒙宽恕日”，后成为了当地重要的地方性宗教节日。法国大革命后，肖蒙成为上马恩省的省会并保持至今。工业革命期间，横穿法国东北部的巴黎－米卢斯铁路由肖蒙经过，其在肖蒙附近的“肖蒙高架桥”成为了当地重要的标志性建筑物。第二次世界大战期间，美军在肖蒙市区西郊建设军事机场，成为抗击纳粹德国的指挥基地，后于1951年外迁。20世纪末，肖蒙及所处的上马恩省人口数量逐年下降，使得经济及社会服务部门有所减少，引发了当地居民的不满。在2018年末的“黄马甲运动”中，肖蒙爆发了多次大规模的游行。

## 地理

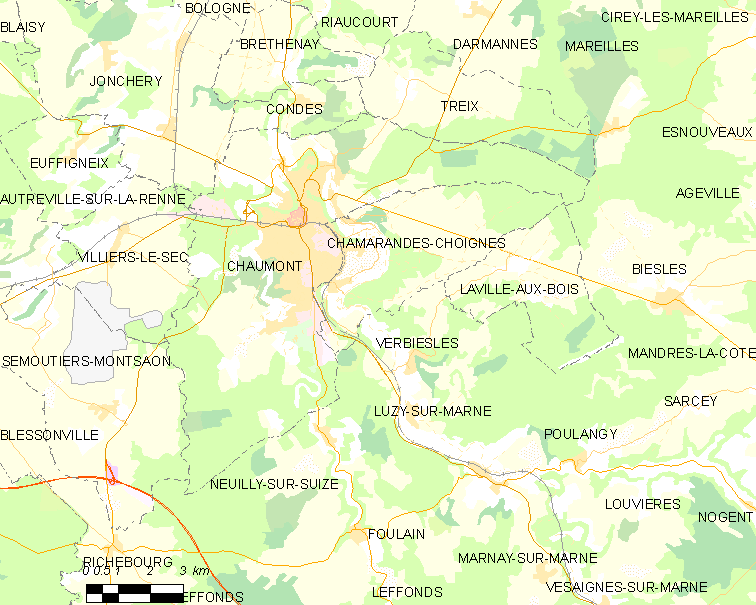
肖蒙市镇范围地图

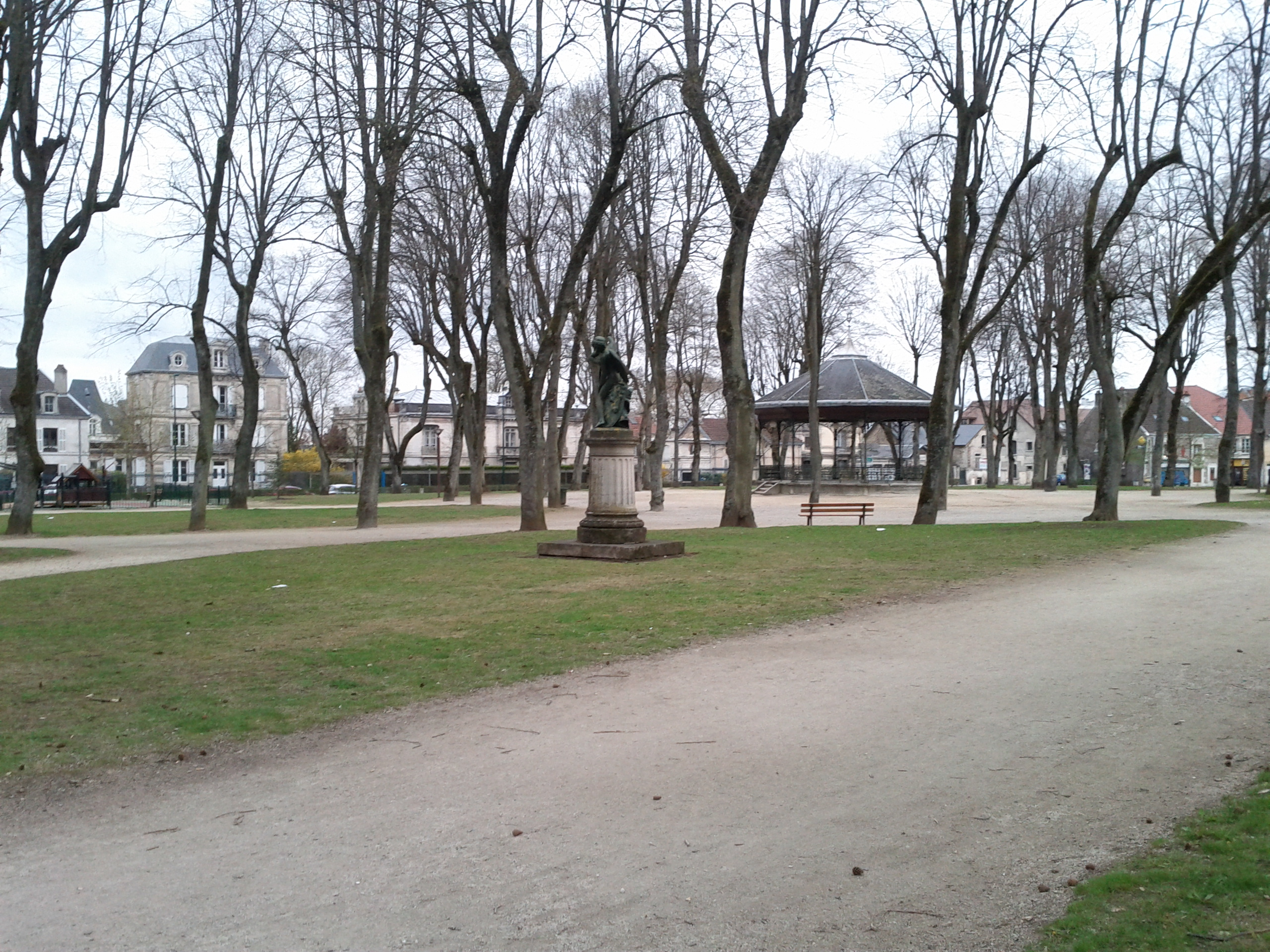
肖蒙市区的一处公园

肖蒙位于法国东北部，大东部大区的南部偏西和上马恩省的中部，距离大区首府斯特拉斯堡大约254公里，距离法国首都巴黎大约270公里。与肖蒙接壤的市镇包括：孔德、容什里、拉维尔欧布瓦、叙兹河畔讷伊、里什堡、瑟穆捷-蒙桑、特雷、韦尔比耶勒、维利耶勒塞克、比耶勒、沙马朗德-舒瓦涅。

### 地形
肖蒙位于朗格勒高原西部，境内以丘陵为主，肖蒙市区的海拔在247至416米之间。

### 水文
马恩河自南向北流经肖蒙市区东部，其支流叙兹河则流经市区西部，属于法国五大流域之一的塞纳河流域。

### 植被
肖蒙属于温带常绿阔叶林区，市中心的阿加特·鲁洛花园（Jardin Agathe Roullot）是当地的一处街心花园，林地则广泛分布于市区四周。
在鲜花城市的评比中，肖蒙被评为3星级鲜花城市。

### 气候
肖蒙在柯本气候分类法中属于受大陆气团影响的温带海洋性气候，年温差较小，降水分布均匀，偶尔有极端天气发生。
肖蒙境内设有气象站，以下为该气象站的数据（其中最低气温记录数据取自维利耶勒塞克、日照数据取自朗格勒）：
| 肖蒙1981年－2019年  | 肖蒙1981年－2019年 | 肖蒙1981年－2019年 | 肖蒙1981年－2019年 | 肖蒙1981年－2019年 | 肖蒙1981年－2019年 | 肖蒙1981年－2019年 | 肖蒙1981年－2019年 | 肖蒙1981年－2019年 | 肖蒙1981年－2019年 | 肖蒙1981年－2019年 | 肖蒙1981年－2019年 | 肖蒙1981年－2019年 | 肖蒙1981年－2019年 |
| 月份                | 1月                | 2月                | 3月                | 4月                | 5月                | 6月                | 7月                | 8月                | 9月                | 10月               | 11月               | 12月               | 全年               |
| ------------------- | ------------------ | ------------------ | ------------------ | ------------------ | ------------------ | ------------------ | ------------------ | ------------------ | ------------------ | ------------------ | ------------------ | ------------------ | ------------------ |
| 历史最高温 °C（°F） | 15.2 (59.4)        | 18.9 (66.0)        | 23.7 (74.7)        | 28.3 (82.9)        | 31.2 (88.2)        | 35.7 (96.3)        | 37.8 (100.0)       | 39.1 (102.4)       | 31.5 (88.7)        | 26.6 (79.9)        | 22.8 (73.0)        | 15.5 (59.9)        | 39.1 (102.4)       |
| 平均高温 °C（°F）   | 5.4 (41.7)         | 7.3 (45.1)         | 11.3 (52.3)        | 15.3 (59.5)        | 19.7 (67.5)        | 22.9 (73.2)        | 25.3 (77.5)        | 25.1 (77.2)        | 20.1 (68.2)        | 15.3 (59.5)        | 9.1 (48.4)         | 5.4 (41.7)         | 15.2 (59.4)        |
| 日均气温 °C（°F）   | 2.5 (36.5)         | 3.8 (38.8)         | 6.7 (44.1)         | 9.9 (49.8)         | 14.2 (57.6)        | 17.2 (63.0)        | 19.4 (66.9)        | 19.2 (66.6)        | 15 (59)            | 11.2 (52.2)        | 6.1 (43.0)         | 3 (37)             | 10.7 (51.3)        |
| 平均低温 °C（°F）   | −0.3 (31.5)        | 0.2 (32.4)         | 2.1 (35.8)         | 4.5 (40.1)         | 8.8 (47.8)         | 11.5 (52.7)        | 13.5 (56.3)        | 13.3 (55.9)        | 9.9 (49.8)         | 7.2 (45.0)         | 3.2 (37.8)         | 0.5 (32.9)         | 6.2 (43.2)         |
| 历史最低温 °C（°F） | −25 (−13)          | −20.5 (−4.9)       | −19 (−2)           | −7.3 (18.9)        | −5.9 (21.4)        | −1.5 (29.3)        | 0.5 (32.9)         | 1.5 (34.7)         | −1.5 (29.3)        | −7 (19)            | −13 (9)            | −22 (−8)           | −25 (−13)          |
| 平均降水量 mm（）   | 71.9 (2.83)        | 68.9 (2.71)        | 68.7 (2.70)        | 66.6 (2.62)        | 79.4 (3.13)        | 65.9 (2.59)        | 90 (3.5)           | 78.9 (3.11)        | 75.4 (2.97)        | 86.6 (3.41)        | 85.2 (3.35)        | 83.5 (3.29)        | 921 (36.3)         |
| 月均日照時數        | 61.7               | 86.3               | 139.1              | 171.9              | 194                | 213.9              | 225.8              | 219.6              | 169.6              | 111.9              | 60.7               | 48.4               | 1,702.9            |
| 来源：infoclimat.fr |                    |                    |                    |                    |                    |                    |                    |                    |                    |                    |                    |                    |                    |

## 行政区划

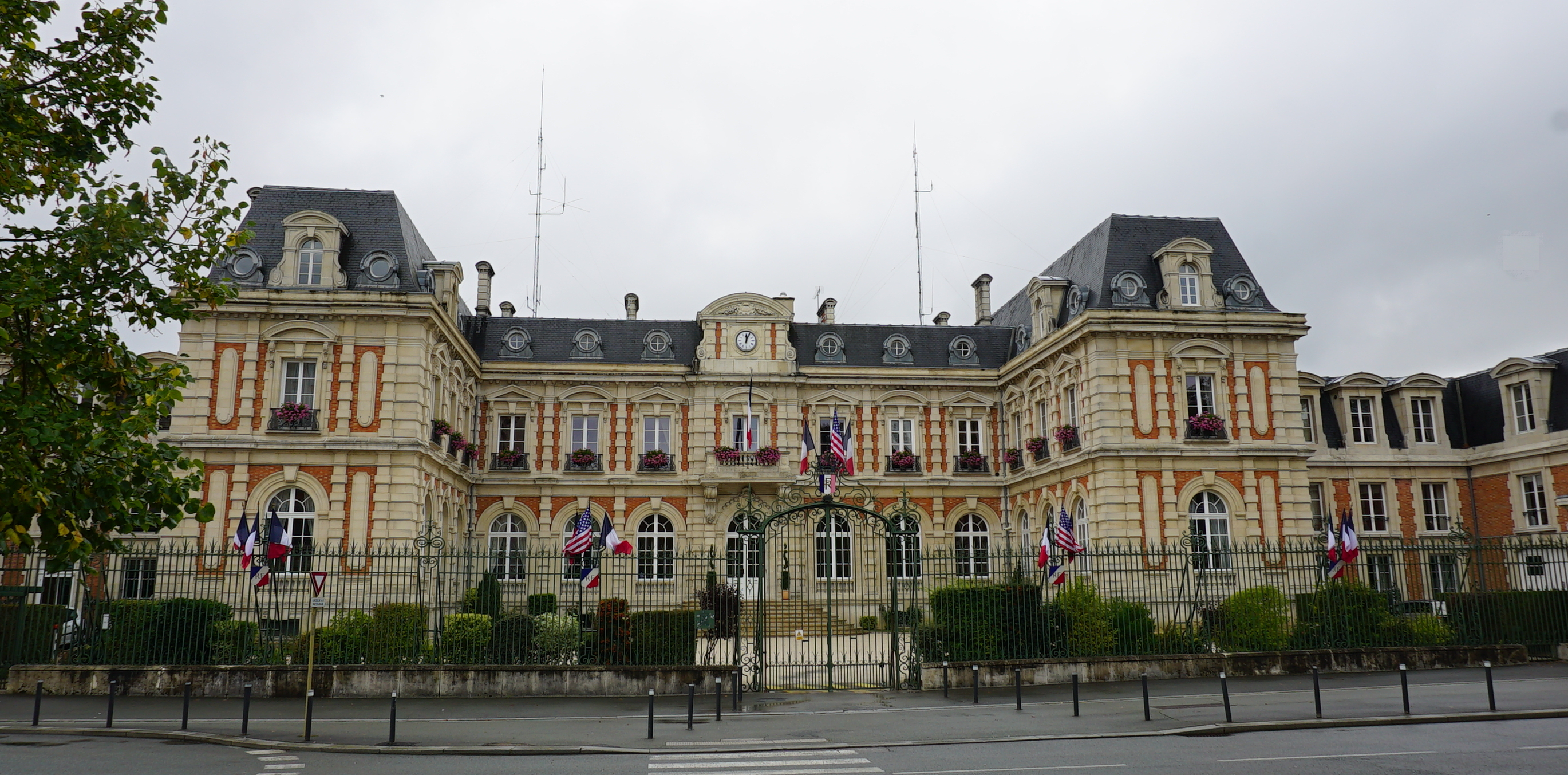
上马恩省政府大楼

肖蒙是法国大东部大区上马恩省的一个市镇，编号为52121，它也是上马恩省的省会。肖蒙下辖肖蒙区，隶属于上马恩省第一选区，管理肖蒙第一县、第二县和第三县，同时也是肖蒙城市圈公共社区的办公驻地。
法国国家统计与经济研究所（简称）在进行数据统计时，将肖蒙及相邻的沙马朗德-绍瓦涅设为肖蒙城市核心区，并将包括核心区在内的附近共35个市镇划为肖蒙城市区。自2020年起，肖蒙城市区被包含112个市镇的肖蒙城市辐射区代替。此外，还将肖蒙市镇分为了13个“块区”，以便于统计人口分布情况。

## 交通

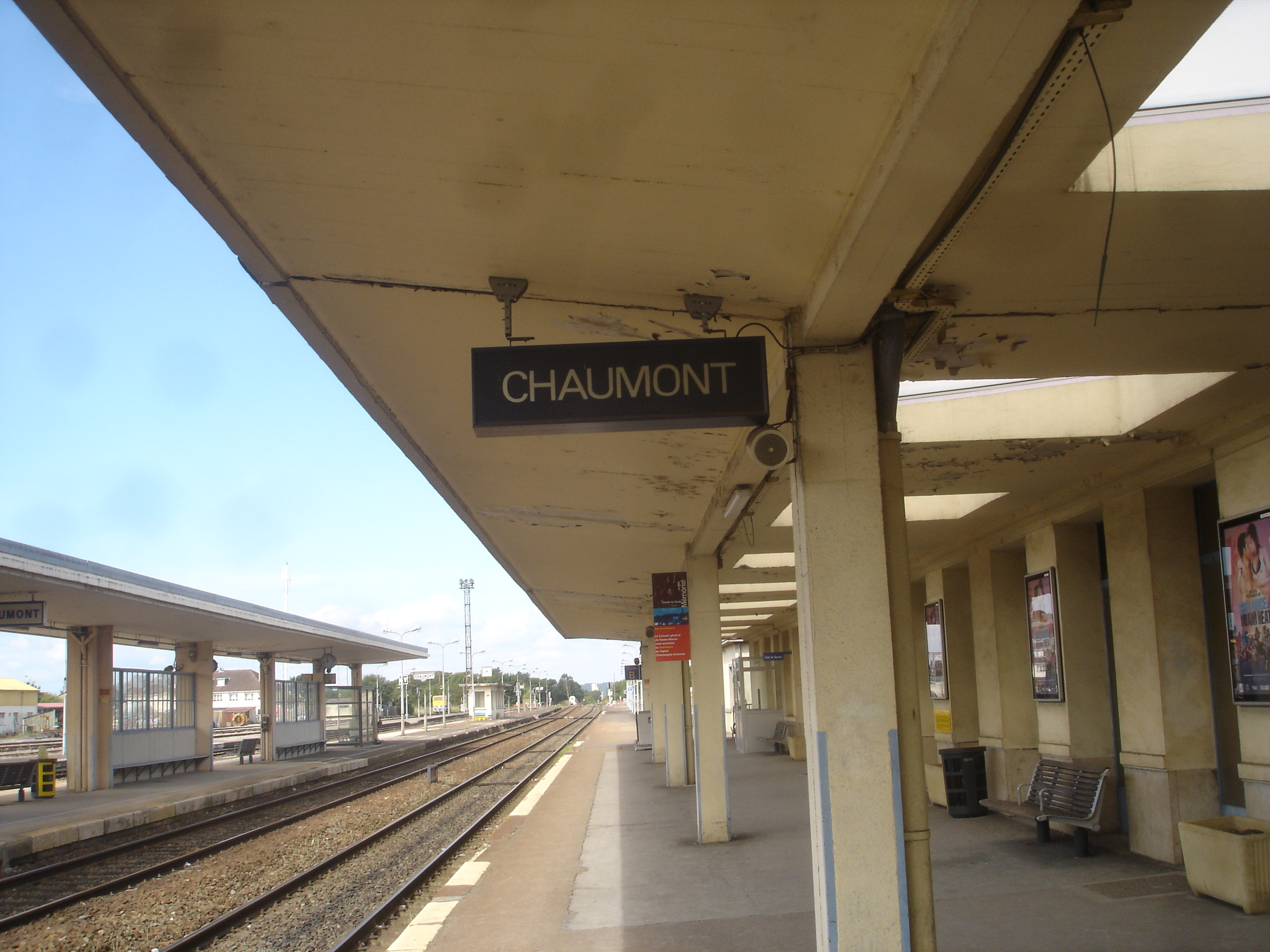
肖蒙火车站的站台

### 公路
法国国道N67线经过肖蒙市区西部，通过该公路可连接法国A5号高速公路；另有十余条上马恩省省道在肖蒙境内交汇。
大东部大区公共交通）开通由肖蒙前往堡下城和茹安维尔方向的常规巴士线路。上马恩省城际客运则开行前往朗格勒和讷沙托方向的常规线路，同时也开行前往周边主要市镇的校车线路。
2017年，69.6%的肖蒙家庭拥有至少一辆私人汽车。2019年，肖蒙境内共发生各类交通事故27起，造成1人遇难，31人受伤。

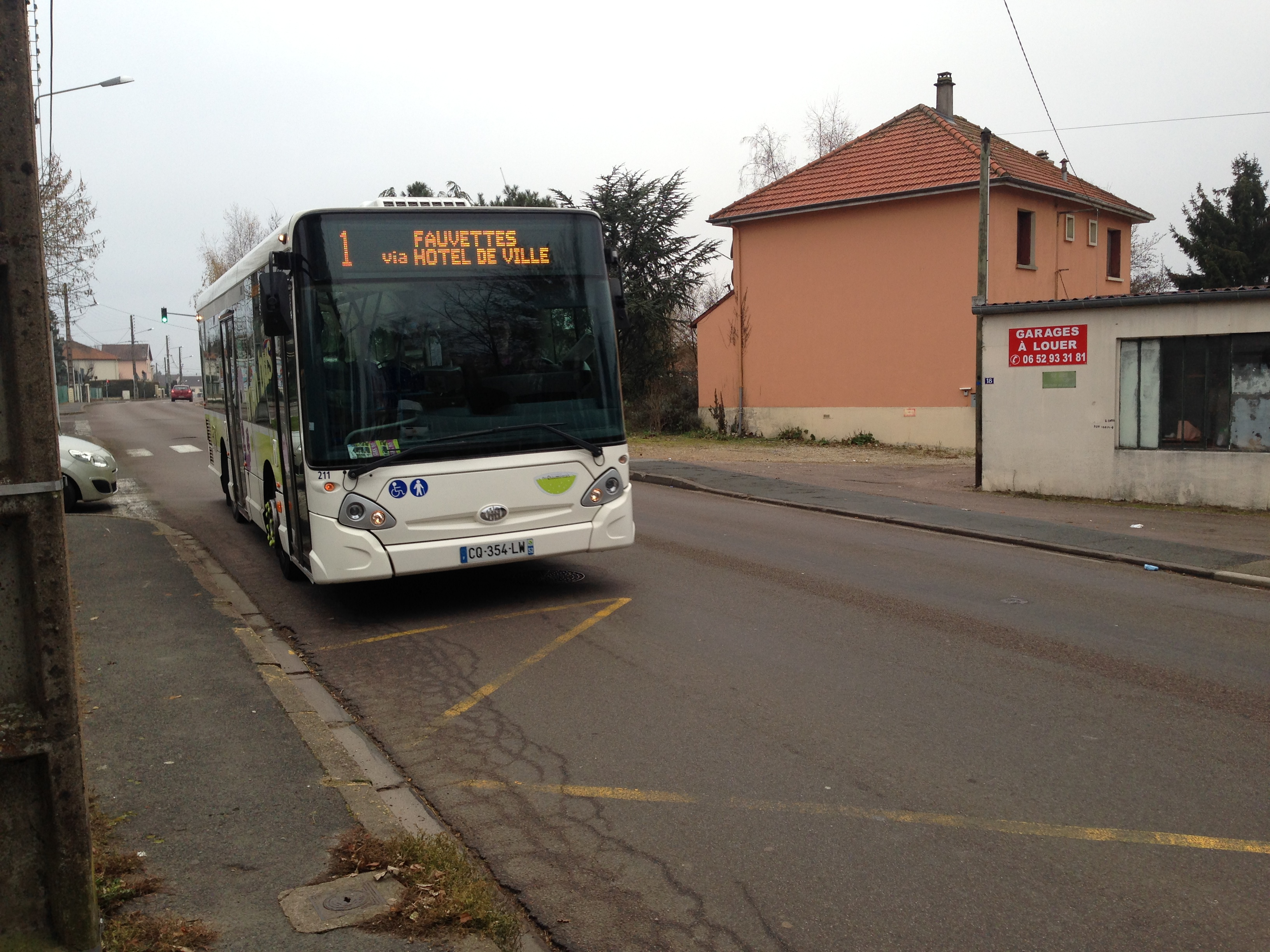
肖蒙街头的一辆1路公共汽车

### 铁路
肖蒙位于巴黎－米卢斯铁路线上，该铁路是法国东北部重要的铁路干线，此外布莱姆-欧西涅蒙－肖蒙铁路也在此交汇。肖蒙火车站位于肖蒙市中心，是肖蒙境内唯一的铁路客运车站，该站每天停靠连接巴黎和米卢斯之间的区域列车，同时还可直达前往兰斯、第戎等地。

### 航空
肖蒙-瑟穆捷航空基地位于肖蒙市区西部的瑟穆捷-蒙萨翁境内，是法国第61炮兵队的驻扎地，直属于法国空军，该机场未开行民用航空线路。

### 城市公共交通
肖蒙城市公共交通的商业名称为“法語：”，其线路网包括6条常规公交线路，覆盖了肖蒙市内的主要街区。

## 政治

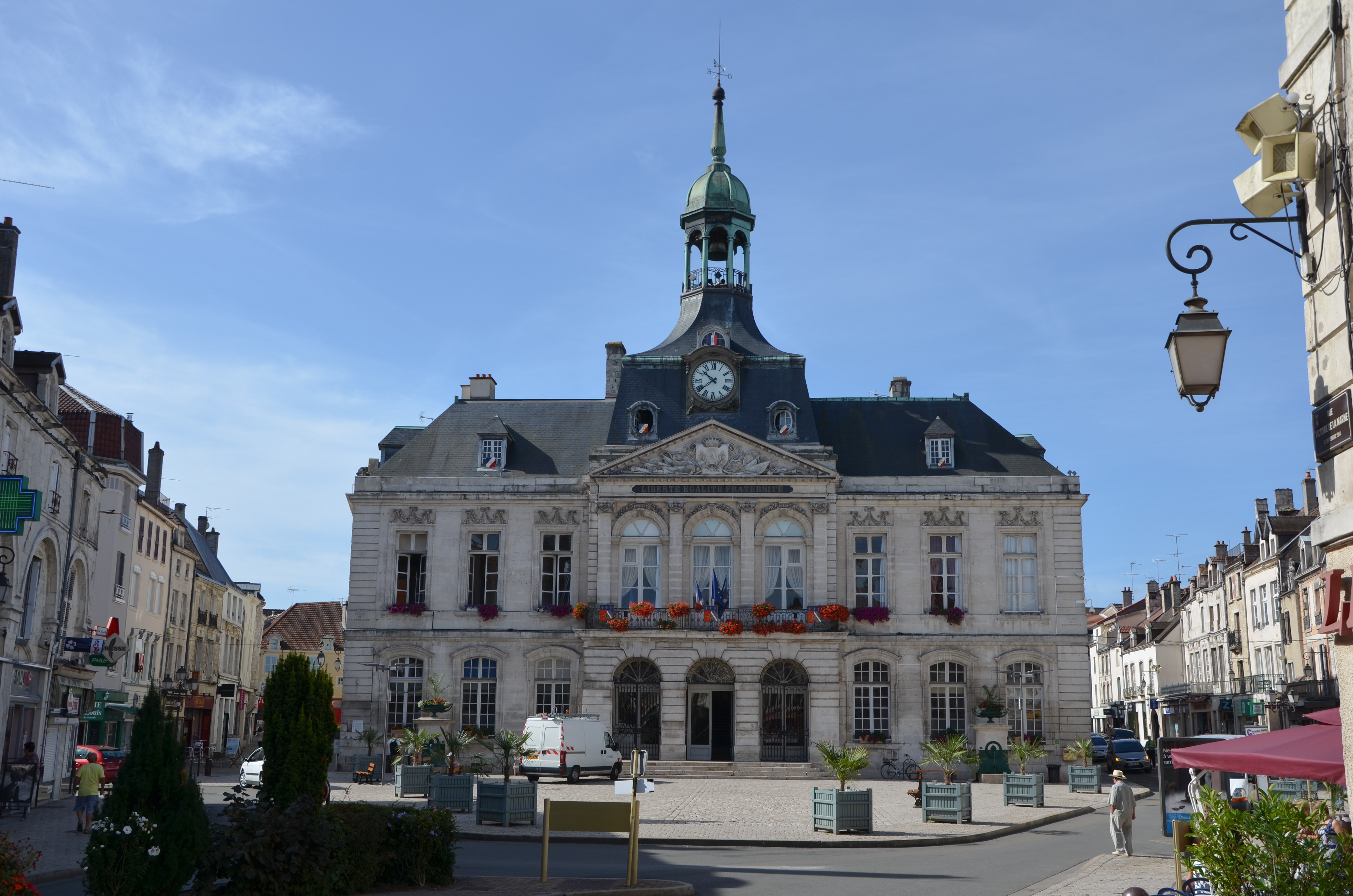
肖蒙市政厅

现任肖蒙市长为克丽丝蒂娜·吉耶米女士（Christine Guillemy），于2013年以法国民主联盟成员的名义上任，现为法国民主运动的一名成员，在2020年的市政选举首领投票中获得61.37%的支持率，提前实现连任，她也同时担任肖蒙城市圈公共社区主席的职务。
| 肖蒙历届市长   |                    |                                |
| 任期           | 市长               | 党派                           |
| 1945年－1958年 | 让·马松            | RAD激进党                      |
| 1958年－1976年 | 马塞尔·巴龙        | RAD激进党                      |
| 1976年－1989年 | 乔治·贝尔谢        | RAD激进党                      |
| 1989年－1995年 | 西里尔·德·鲁夫尔   | DVD右翼无党派人士              |
| 1995年－2008年 | 让-克洛德·达尼埃尔 | DVG左翼无党派人士              |
| 2008年－2013年 | 吕克·沙泰尔        | UMP人民运动联盟                |
| 2013年－       | 克丽丝蒂娜·吉耶米  | UDF法国民主联盟 →MoDem民主运动 |

在2017年法国大选的第一轮和第二轮选举当中，法国现任总统马克龙在肖蒙分别获得24.04%和65.32%的支持率，均居所有候选人首位。

### 收入
2014年，肖蒙的人均月纯收入为2,212欧元，其中高级职员为3,981欧元，低于法国平均水平（4,141欧元）；普通工人为1,839欧元，高于法国平均水平（1,637欧元）。
2016年，肖蒙的青壮年人口（15-64岁）失业率为7.2%。总人口中有45.7%拥有纳税资格。

## 人口
2018年，肖蒙市镇人口数量为21,990，在法国排名第412位。其中男性10,439人，女性11,506人，75岁及以上人口占9.6%，外籍人口数量为5,930人，人口密度为398人/平方公里，当地居民被称为（男性）或（女性）。2019年，肖蒙境内出生160人，死亡人口212人。
| 年份   | 1936   | 1946   | 1954   | 1962   | 1968   | 1975   | 1982   | 1990   | 1999   | 2006   | 2011   | 2016   | 2018   |
| ------ | ------ | ------ | ------ | ------ | ------ | ------ | ------ | ------ | ------ | ------ | ------ | ------ | ------ |
| 人口數 | 18,069 | 16,851 | 19,346 | 21,717 | 25,779 | 27,226 | 27,554 | 27,041 | 25,996 | 24,357 | 22,705 | 22,367 | 21,990 |

尽管肖蒙为上马恩省的省会，但并不是该省人口最多的城市，其人口数量少于该省北部的圣迪济耶。

## 经济
肖蒙是一个区域性的中心城市，默兹-上马恩省工商会（CCI Meuse Haute-Marne）的总部驻地。截至2021年5月，当地共有各类用人单位2,727家，平均历史为19年，其中97.43%为中小型企业（PME）。（重型汽车维修保养）、（农业用具生产）及（外科医用材料生产）是当地2019年营业额最高的三个企业，分别为47,092,922欧元、33,053,120欧元和29,479,989欧元。

## 财政收入
2019年，肖蒙的财政收入总额为30,088,200欧元，财政支出总额为28,381,800欧元，当年的债务总额为36,314,400欧元。2020年，肖蒙共获得8,126,751欧元的国家财政补助，与上一年基本持平。
2017年，肖蒙的人均月收入总额为1,969欧元，其中高级职员为3,491欧元，低于法国平均水平（4,214欧元）；中级职员为2,179欧元，低于法国平均水平（2,353欧元）；普通职员为1,615欧元，亦低于法国平均水平（1,690欧元）。
2017年，肖蒙境内的青壮年（15至64岁）失业率为13.9%，当地48.6%的家庭拥有纳税资格，平均纳税2,693欧元，低于法国平均水平（3,888欧元）。

## 社会事务

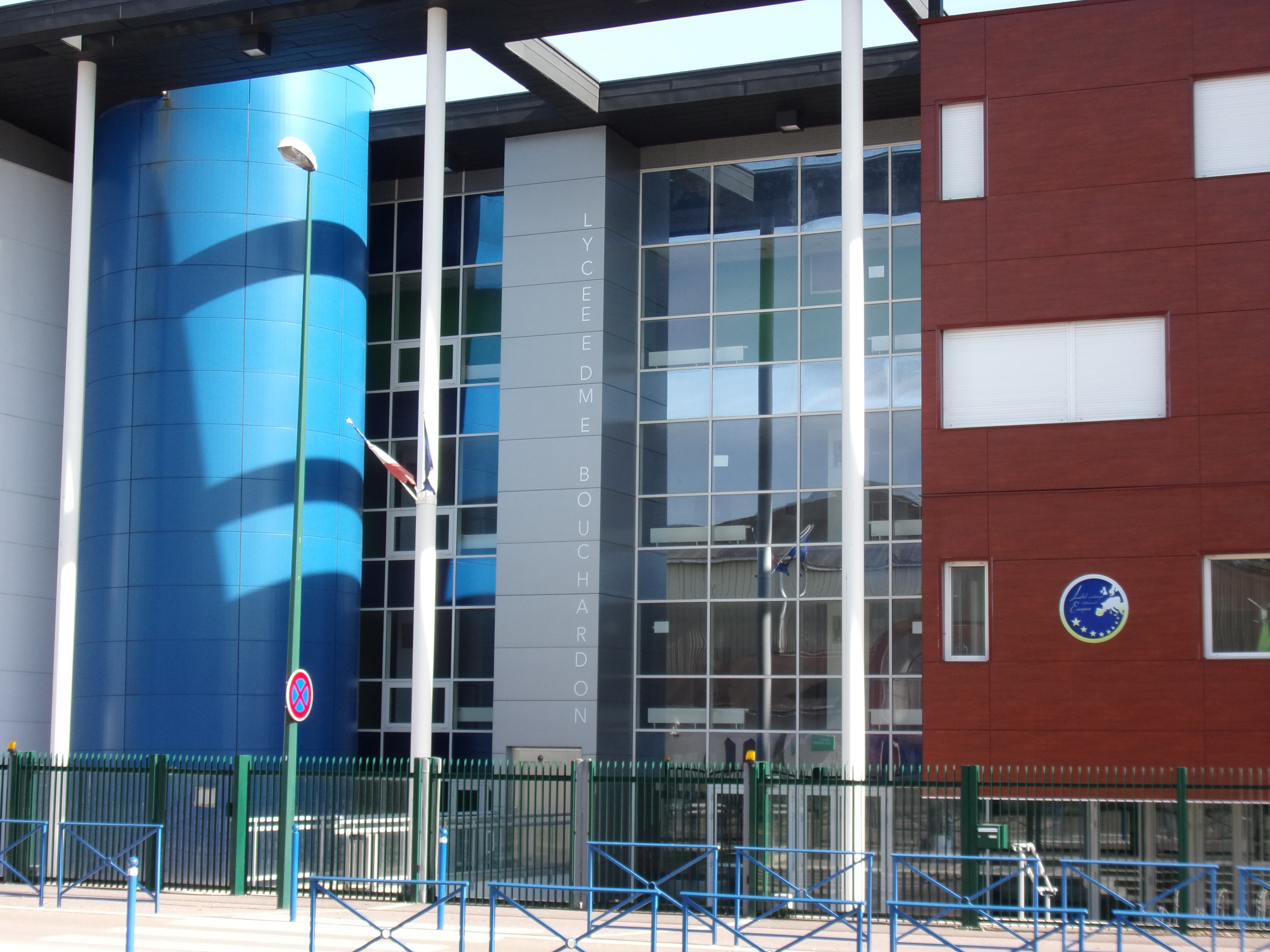
肖蒙布夏尔东高级中学

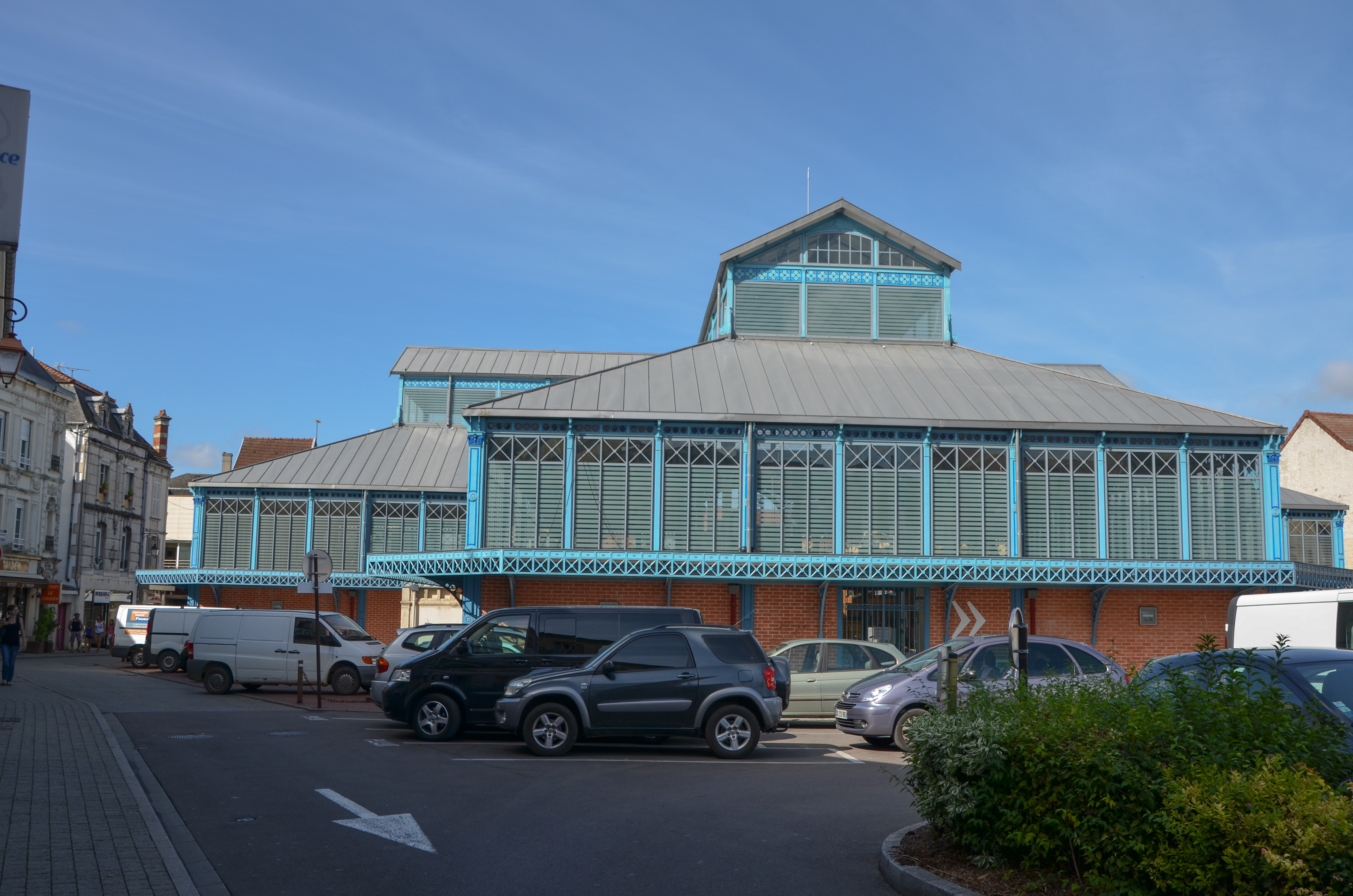
集市大堂

### 教育
肖蒙属于兰斯学区。截止2018年底，肖蒙境内共有3所幼儿园、11所小学、4所初级中学、3所普通高中、2所职业高中和1所农业高中。2018至2019学年度，肖蒙的中等阶段在校学生人数为3,594人。此外，直属于法国宪兵队的肖蒙宪兵学校也位于境内。

### 医疗
截止2019年1月1日，肖蒙境内共有全科医生24名、保健师20名、牙医15名、护士21名、耳科医生1名、眼科医生3名、皮肤科医生2名、助产士3名、儿科医生1名和妇科医生3名。境内共有药房12家、养老院4家、残疾人帮扶中心4家。
肖蒙中心医院（Centre Hospitalier de Chaumont）是法国的一个区域性医疗机构，其主病区位于肖蒙市区，设有床位362个，是当地规模最大的公立综合性医院。

### 住房
2017年，肖蒙境内共有各类住房12,777套，其中42.3%为独立式居民区，57.4%为集中式居民区。常住房屋占肖蒙市镇范围内居民建筑总量的87.6%。
在住房保障政策方面，2017年，肖蒙境内共有3,099户家庭获得了住房经济补助，受益人数占总人口数量的14.1%，其中3,028份为房租补助。

### 商业
2019年，肖蒙境内共有各类实体商铺524家，其中餐厅66家、大型超市11家、杂货店4家、面包房17家、肉铺8家、书店11家、装饰品店4家、银行门店15家、美容美发店36家、汽车维修店30家。个体性的商铺主要位于肖蒙市中心，而肖蒙市区南北两侧均有开放式购物中心分布。

### 体育

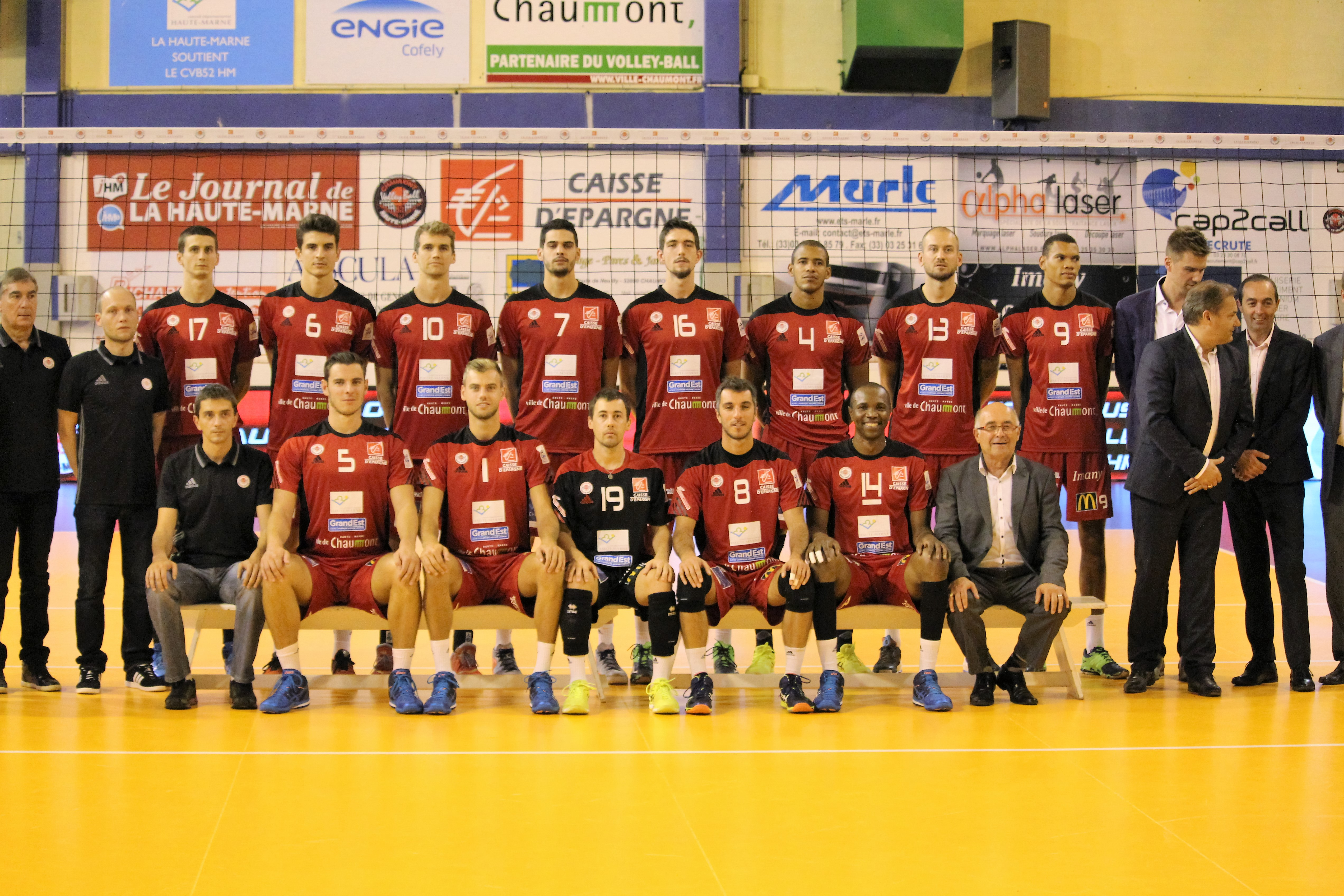
肖蒙排球俱乐部

2019年，肖蒙境内共有3家游泳池、5间体育馆、2座综合体育场、16处网球场、3处马术场、10处足球或橄榄球场以及7处篮球或排球场。
肖蒙因排球而闻名，肖蒙排球俱乐部自2012年起参加肖蒙男子排球冠军联赛，并于2018年获得该项目的亚军。
截至2021年5月，肖蒙境内共有六支注册足球俱乐部。其中肖蒙足球俱乐部是当地的代表性足球队，后者成立于1957年，曾参加过16个赛季的法国足球乙级联赛，2021至2022赛季参加大东部大区足球联赛。

### 环境
肖蒙的环境事务由其所属的公共社区负责。2019年，肖蒙境内暂无污染企业。

### 治安
2019年，肖蒙市镇范围内共有1处派出所。
2014年，肖蒙及附近地区共发生各类案件1,306起，其中盗窃类案件598起，经济类案件155起，毒品交易类案件114起。

## 文化
2019年，肖蒙境内共有1家剧场、1家电影院、2家博物馆和1家音乐厅。肖蒙市政府提供多媒体中心，向公众全年开放。

### 建筑
肖蒙境内有多处历史遗迹，其中肖蒙耶稣会是法国首批国家文物保护单位，肖蒙市中心圣让巴蒂斯德教堂和位于肖蒙市区西部的肖蒙高架桥为当地的地标性建筑。

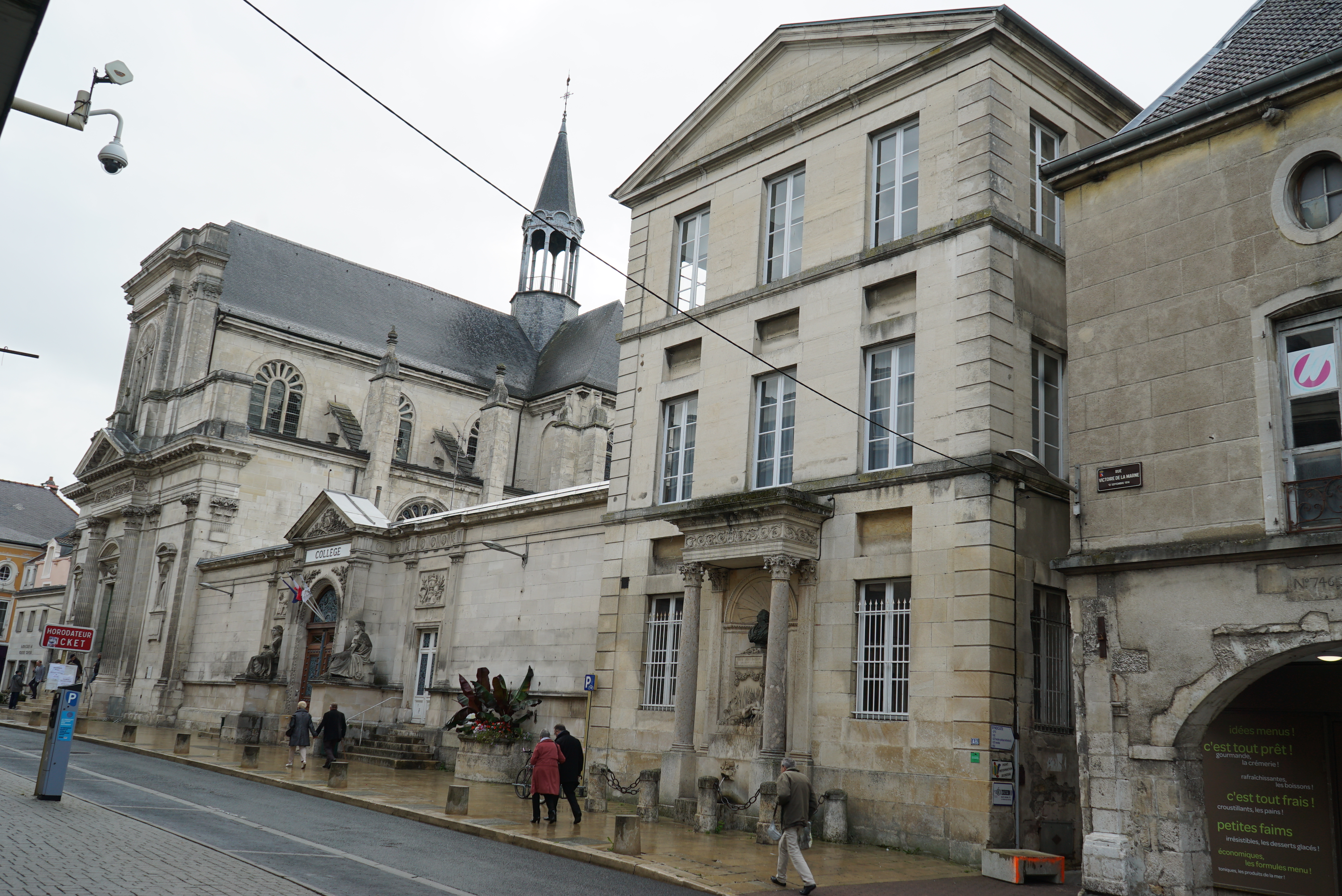
肖蒙耶稣会（法语：Collège des Jésuites de Chaumont）
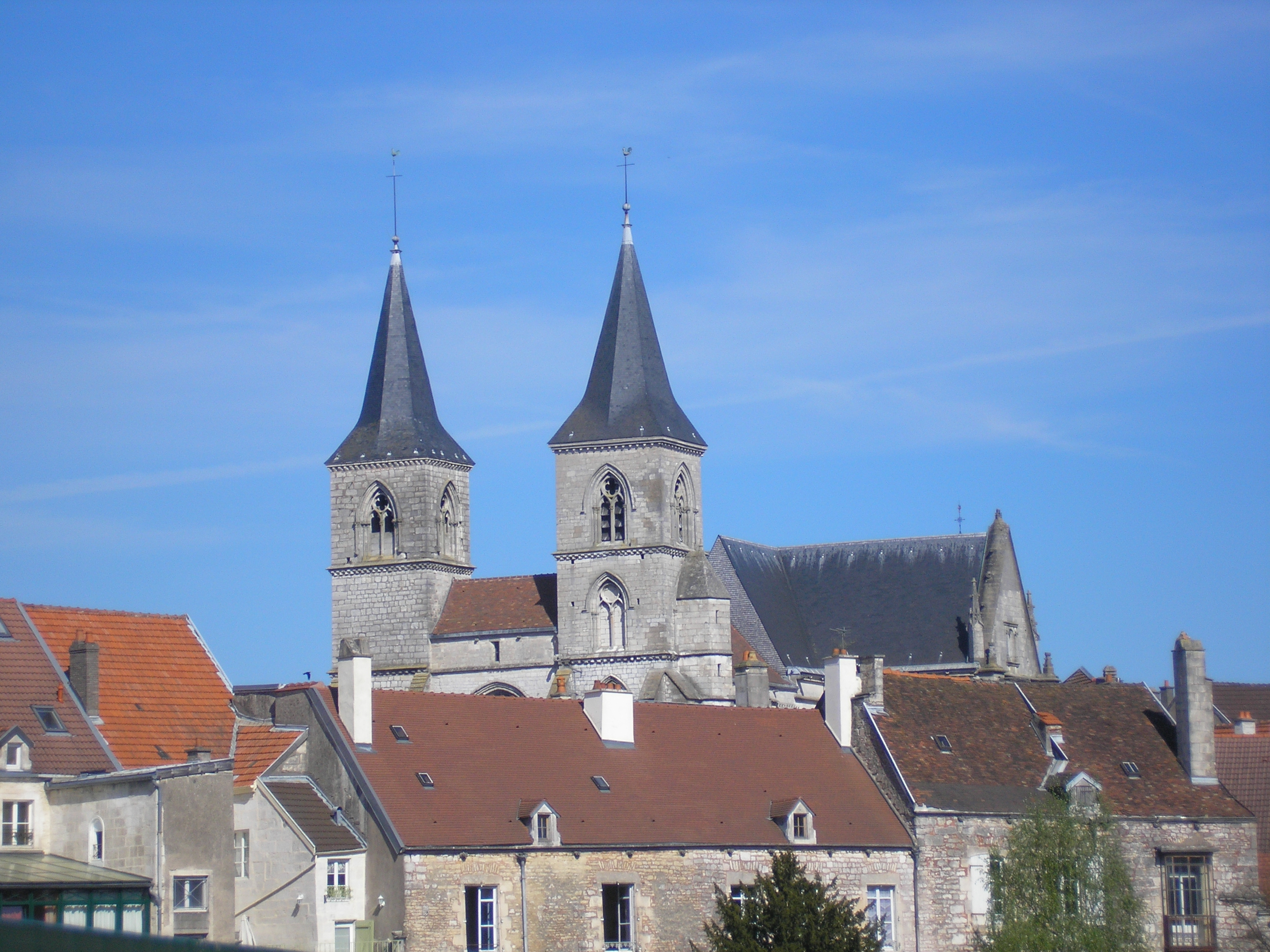
圣让巴蒂斯德教堂
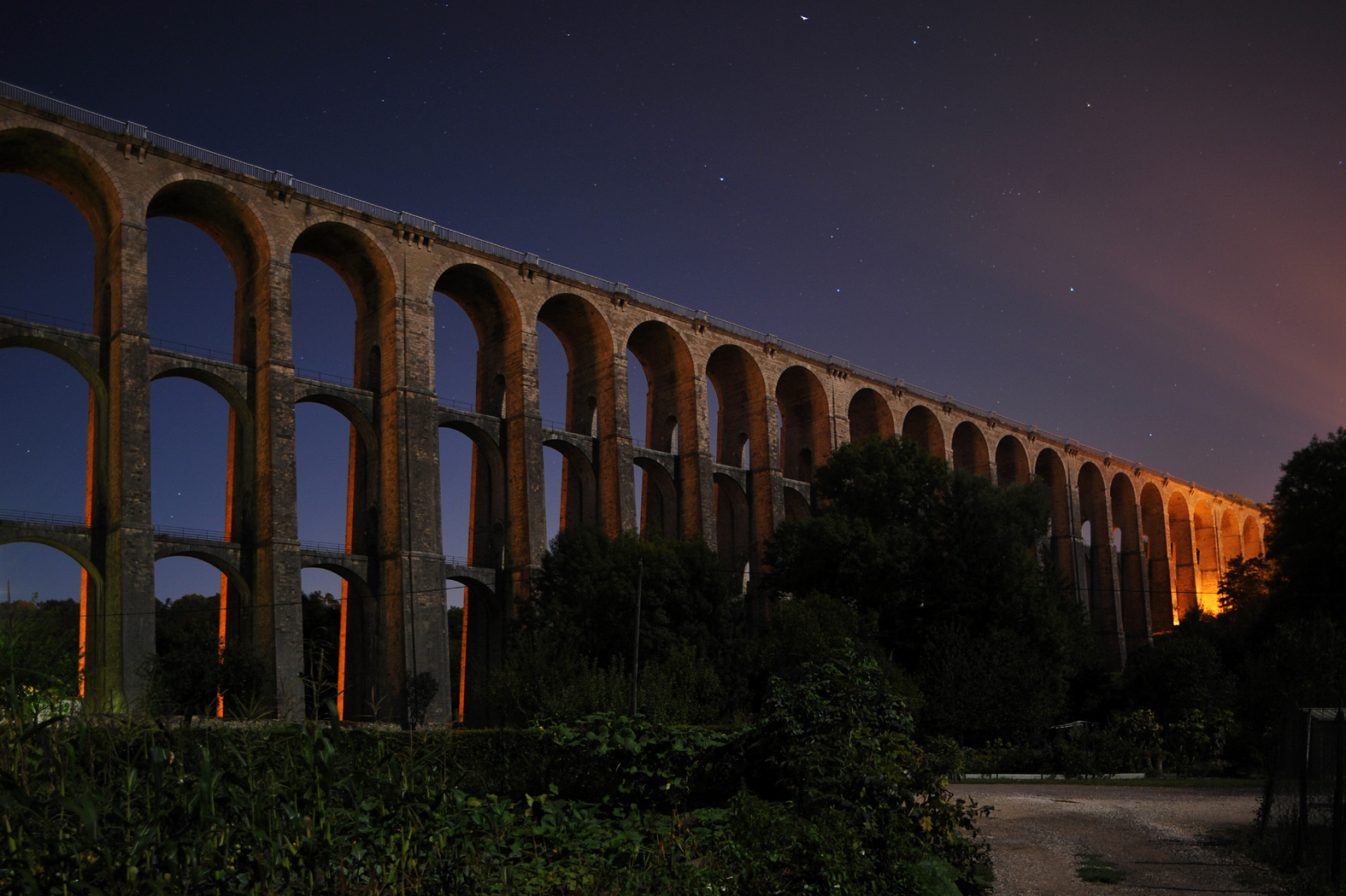
肖蒙高架桥
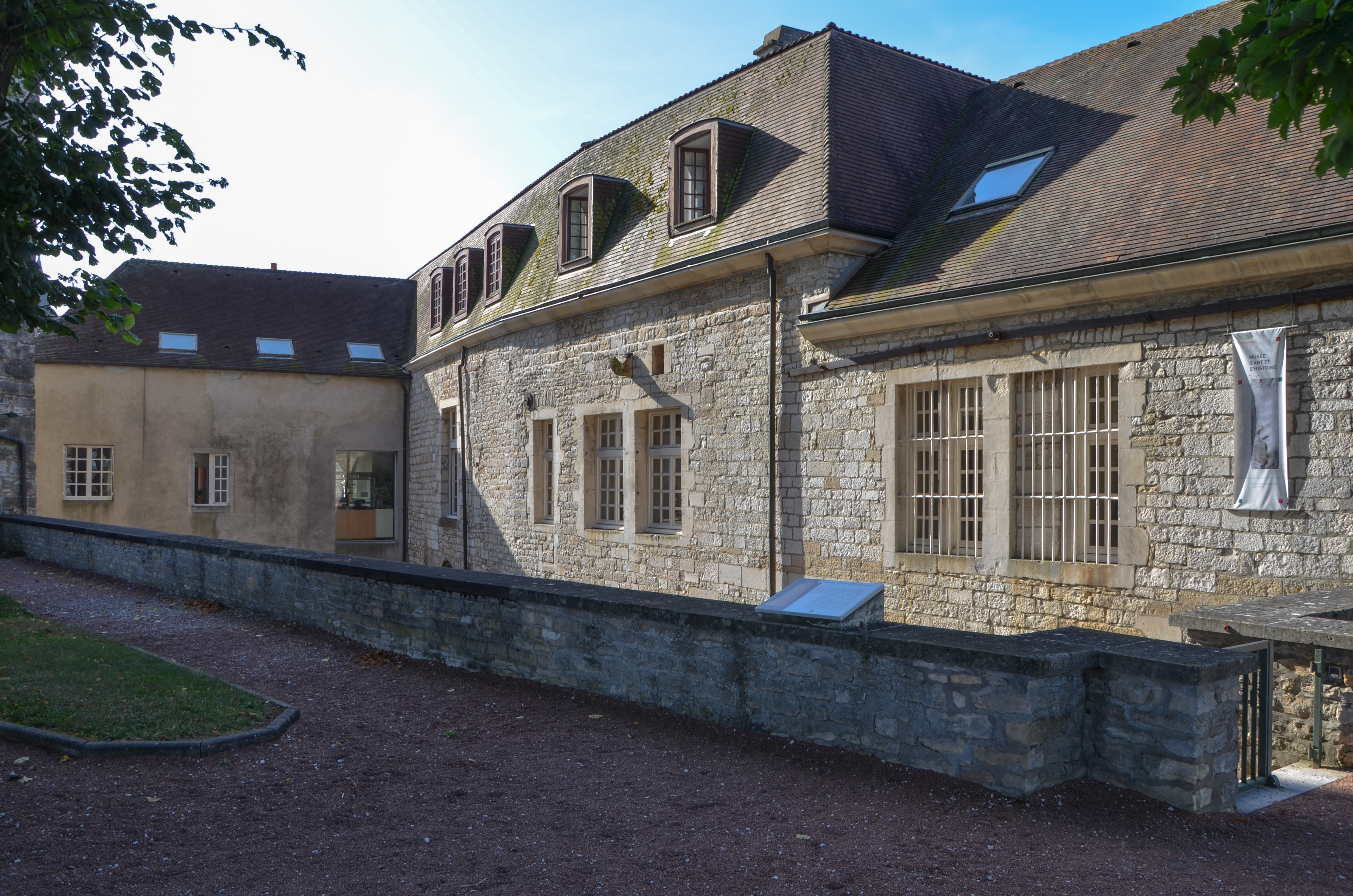
艺术历史博物馆（法语：Musée d'Art et d'Histoire de Chaumont）
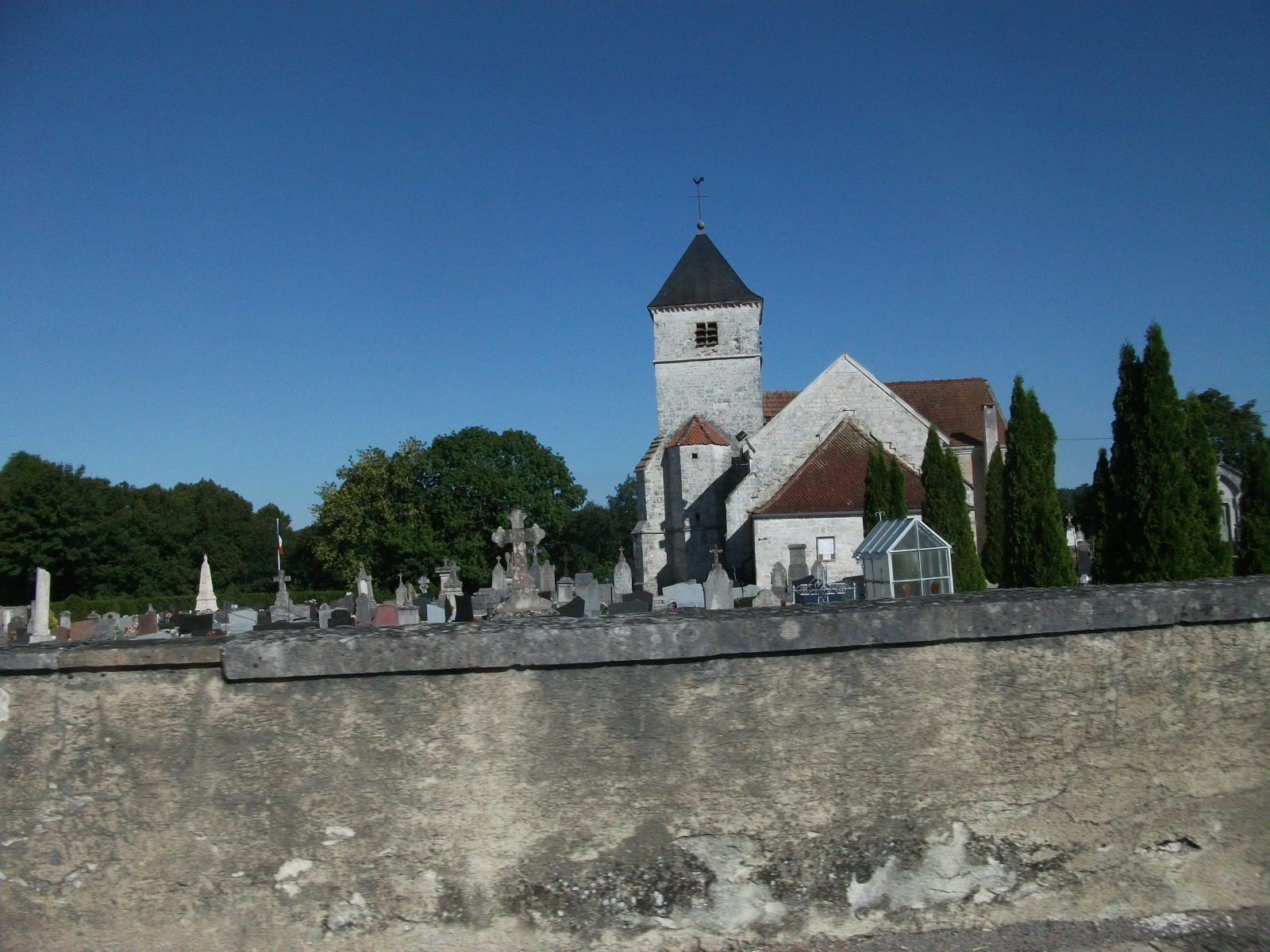
圣艾尼昂教堂
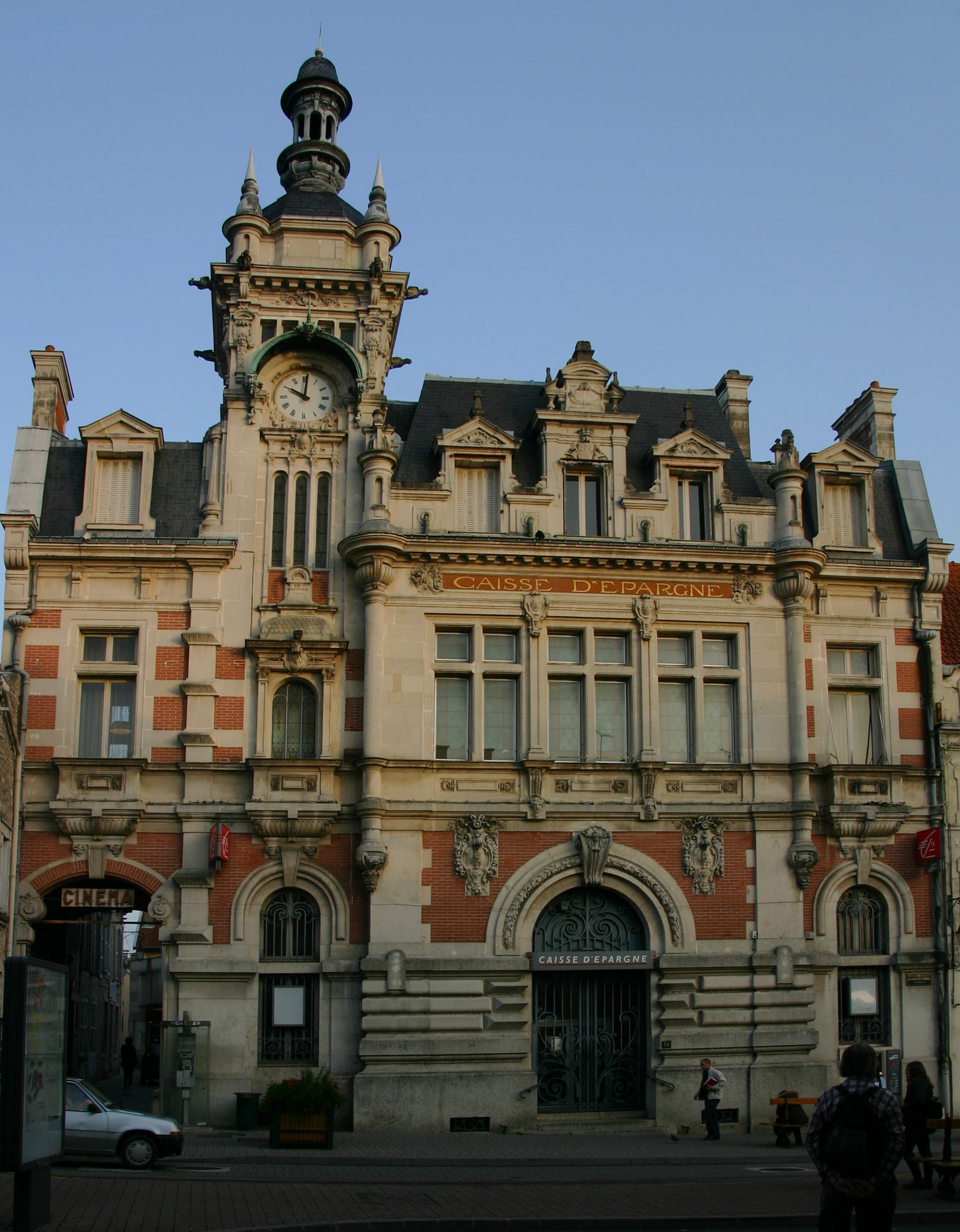
市中心传统建筑

### 旅游
截止2018年1月1日，肖蒙境内设有1处旅游接待中心（Office de Tourisme）和10家宾馆共计303间房间。

### 媒体
法国电视三台下属的大东部大区频道会在部分时段播放地区新闻。《上马恩之省》是上马恩省的省级报社，总部位于肖蒙，在全省发行。

## 相关人物
法国雕塑家埃德梅·布夏尔东、建筑师安德烈·戈达尔、工程师安德烈·布隆代尔、政治家克里斯蒂安·皮诺和女子柔道运动员露西·德科斯出生于肖蒙。

## 友好城市
截至2021年5月，肖蒙与以下四座城市互为友好城市：
- 德国 巴特瑙海姆
- 桑镇
- 義大利 伊夫雷亚
- 英格兰 阿什頓安德萊恩